# Holger Gzella
Holger Gzella (* 21. Juni 1974 in Dortmund) ist ein deutscher katholischer Theologe und Semitist.

## Leben
Gzella studierte von 1993 bis 1997 Klassische Philologie, Philosophie und Alte Geschichte an der Universität Oxford und wurde dort ein Ireland and Craven Scholar in Classics (1997: BA in Literae humaniores). Er gewann unter anderem den Chancellor’s Prize for Latin Verse Composition, den Gaisford Prize for Greek Prose Composition und den Chancellor’s Prize for Latin Prose Composition. Von 1997 bis 1999 studierte er Katholische Theologie und Altorientalistik an der Universität Münster sowie biblische und orientalische Sprachen am Päpstlichen Bibelinstitut in Rom von 1999 bis 2002 (2002 Lizentiat in Bibelwissenschaften). Er war Stipendiat der Bischöflichen Studienförderung Cusanuswerk. Von 2003 bis 2004 vertrat er den C4-Lehrstuhl für orientalische Philologie an der Universität Erlangen-Nürnberg. Die Promotion zum Dr. theol. im Fach Altes Testament erfolgte 2001 an der Universität Münster, die Habilitation in Semitistik 2004 an der Universität Heidelberg. Danach war er von 2005 bis 2019 Ordinarius für Hebräisch und Aramäisch an der niederländischen Universität Leiden. Seit 2019 ist er Ordinarius für die Theologie des Alten Testaments an der LMU München.
Gzellas Forschungsschwerpunkte sind historische Grammatik (besonders Verbalsyntax) und Lexikografie des Hebräischen und Aramäischen, semitische Philologie und Epigraphik, mit Schwerpunkt auf den Sprachen Syrien-Palästinas (Ugaritisch, Phönizisch, Aramäisch u. a.), Geschichte des Hebräischen und Aramäischen von den Anfängen bis in die frühislamische Zeit, internationale Wissenstraditionen in den Schriften des Alten Testamentes, Geschichte und Kultur der Achämenidenzeit, Septuagintaforschung, Qumranforschung, hauptsächlich Philologie und Editionstechnik, Mehrsprachigkeit in der Antike, besonders Sprach- und Kulturkontakt im hellenistischen und römischen Nahen Osten und Wissenschaftsgeschichte. Für seine Forschungen zur historischen Grammatik des Hebräischen stand er 2022–2024 in der Opus-magnum-Förderung der Volkswagenstiftung.

## Mitgliedschaften
- 2010–2015: De Jonge Akademie
- Seit 2015: Ordentliches Mitglied der Academia Europaea[1]
- Seit 2016: Ordentliches Mitglied, Königlich Niederländische Akademie der Wissenschaften[2]
- Seit 2024: Ordentliches Mitglied, Bayerische Akademie der Wissenschaften[3]

## Schriften (Auswahl)

### Monografien
- Lebenszeit und Ewigkeit. Studien zur Eschatologie und Anthropologie des Septuaginta-Psalters. Berlin 2002, ISBN 3-8257-0286-3.
- Cosmic Battle and Political Conflict. Studies in Verbal Syntax and Contextual Interpretation of Daniel 8. (= Biblica et Orientalia, Bd. 47). Editrice Pontificio Istituto Biblico, Rome 2003, ISBN 978-88-7653-350-1 (englisch).
- Tempus, Aspekt und Modalität im Reichsaramäischen. (= Veröffentlichung der Orientalischen Kommission, Bd. 48). Harrasowitz, Wiesbaden 2004, ISBN 3-447-05094-2, Google Books: Vorschau.[4]
- A Cultural History of Aramaic. From the Beginnings to the Advent of Islam. Leiden 2015, ISBN 978-90-04-28509-5.
- De eerste wereldtaal. De geschiedenis van het Aramees. 2. Auflage. 2019, ISBN 978-90-253-0701-1 (niederländisch, Erstausgabe:  Amsterdam  2017).
  - Überarbeitete englische Ausgabe: Aramaic. A History of the First World Language. Grand Rapids 2021, ISBN 978-0-8028-7748-2 (englisch).
- Aramäisch. Weltsprache des Altertums. Eine Kulturgeschichte von den neuassyrischen Königen bis zur Entstehung des Islams. C.H. Beck, München 2023, 2. überarbeitete Auflage 2025, ISBN 978-3-406-79348-6, Rezension.[5]

### Herausgeberschaften
- Sprachen aus der Welt des Alten Testaments. Wissenschaftliche Buchgesellschaft, Darmstadt 2009, ISBN 978-3-534-21621-5.
  - Überarbeitete englische Ausgabe: Languages from the World of the Bible. De Gruyter, Berlin 2012, ISBN 978-1-934078-61-7.
- Aramäisches Wörterbuch. (= Theologisches Wörterbuch zum Alten Testament (ThWAT), Band IX). Kohlhammer, Stuttgart 2016, ISBN 978-3-17-013514-7.
  - Englische Ausgabe: Aramaic Dictionary. William B. Eerdmans, Grand Rapids 2018, ISBN 978-0-8028-7281-4.